# نیکولاس د یونگ
نیکولاس د یونگ (هلندی: Nicolaas de Jong; ۱۰ ژوئن ۱۸۸۷ – ۱۴ ژوئیهٔ ۱۹۶۶) دوچرخه‌سوار اهل هلند بود.